# Línea T3 (SFM)
La línea T3 de Servicios Ferroviarios de Mallorca recorre 64 km a lo largo de la isla de Mallorca entre las estaciones de Plaza de España (Palma de Mallorca) y Manacor. A su paso, la línea discurre por los municipios de Palma de Mallorca (una estación), Marrachí (dos estaciones), Santa María del Camino (una estación), Consell (una estación), Binisalem (una estación), Lloseta (una estación), Inca (dos estaciones), Sinéu (una estación), San Juan (donde no efectua parada), Petra (una estación) y Manacor (una estación).

## Recorrido
Esta línea tiene su origen en la Estación Intermodal de Plaza de España, situada en el centro de Palma de Mallorca. Se trata de la principal estación ferroviaria de la capital autonómica así como intercambiador con buses urbanos e interurbanos y con el Metro de Palma de Mallorca. A partir de aquí la se dirige hacia Inca pasando por el Distrito de Levante y la denominada Comarca del Raiguer hasta llegar a la Estación de Inca, donde la línea se desvía hacia el sudeste hacia la Estación de Empalme. Allí finaliza el tramo de vía doble y el trazado se bifurca hacia La Puebla y Manacor. La vía de la derecha continua en dirección sudeste hasta llegar a la estación terminal. La totalidad de la línea está electrificada desde enero de 2019.

## Historia
La línea de Manacor nació como una prolongación del tramo Palma de Mallorca-Inca. En 1876 fue publicado el estudio de viabilidad del tramo Inca-Sinéu y tres años más tarde, en 1879, el tren llegaba a la capital del Levante mallorquín. En 1921 se prolongó la vía hasta Artá, pasando por San Lorenzo del Cardezar y Son Servera.
Los trenes que tenían como destino La Puebla partían de Palma de Mallorca, y hacían todo el recorrido hasta la Estación de Empalme. Todos los convoyes de La Puebla se coordinaban con los de Manacor, que al llegar a Empalme dejaba los vagones de La Puebla y proseguía hacía su destino. Estos coches eran remolcados por una máquina que hacía el servicio Empalme-La Puebla.
Son muchos los diferentes trenes que han realizado el servicio Palma de Mallorca-Manacor desde 1879. Sus velocidades quedan reflejadas en la siguiente tabla:
| Tipo de tren                                    | Velocidad media | Duración del trayecto |
| Serie 81 de CAF                                 | 90 km/h         | 54 minutos            |
| Serie 61 de CAF                                 | 52 km/h         | 63 minutos            |
| Locomotora diésel                               | 50 km/h         | 94 minutos            |
| Automotor rápido                                | 45 km/h         | 84 minutos            |
| Automotor                                       | 36 km/h         | 106 minutos           |
| Rápido                                          | 36 km/h         | 106 minutos           |
| Correo                                          | 31 km/h         | 108 minutos           |
| Mixto                                           | 22 km/h         | 190 minutos           |
| Mercancías                                      | 17 km/h         | 230 minutos           |
| Fuente : Línea de Manacor en Trenes de Mallorca |                 |                       |

En 1977, tras años de degradación de la red ferroviaria mallorquina con el cierre de las líneas de Santañí y Felanich, FEVE inicia un plan para renovar la estructura de la red, pero el tramo Inca-Artá resulta poco rentable, por lo que queda excluido del proceso de renovación y la línea es clausurada.
No sería hasta 1999 cuando el Gobierno de las Islas Baleares iniciaría un plan de recuperación del ferrocarril insular, reabriendo el servicio nuevamente en mayo de 2003. La reapertura supuso una mejora del tiempo de circulación y de las frecuencias, pasando de 5 trenes diarios en 1977 a 17 en el año 2012.

## Características
La línea T3 discurre por una línea ferroviaria de ancho métrico. El tramo Palma de Mallorca-Empalme es de vía doble electrificada desde el 24 de febrero de 2012. El resto del trazado hasta llegar a Manacor es de vía única, electrificada desde enero de 2019. La mayor parte de su recorrido lo hace en superficie aunque el tramo desde la Plaza de España hasta la Vía de cintura dentro del área urbana de Palma de Mallorca discurre subterráneo. 
Los avisos sonoros de estación próxima en los ferrocarriles de esta línea son bilingües: en español y catalán debido a la cooficialidad lingüística existente en las Islas Baleares.

## Intermodalidad
En la actualidad, se puede utilizar la Tarjeta Intermodal (tarjeta monedero del Consorcio de Transportes de Mallorca) como medio de pago en las máquinas autoventas ubicadas en las estaciones de las red de ferrocarril. Esta tarjeta se puede utilizar además en los autobuses interurbanos de la isla, así como en la línea del Metro de Palma de Mallorca.

## Galería

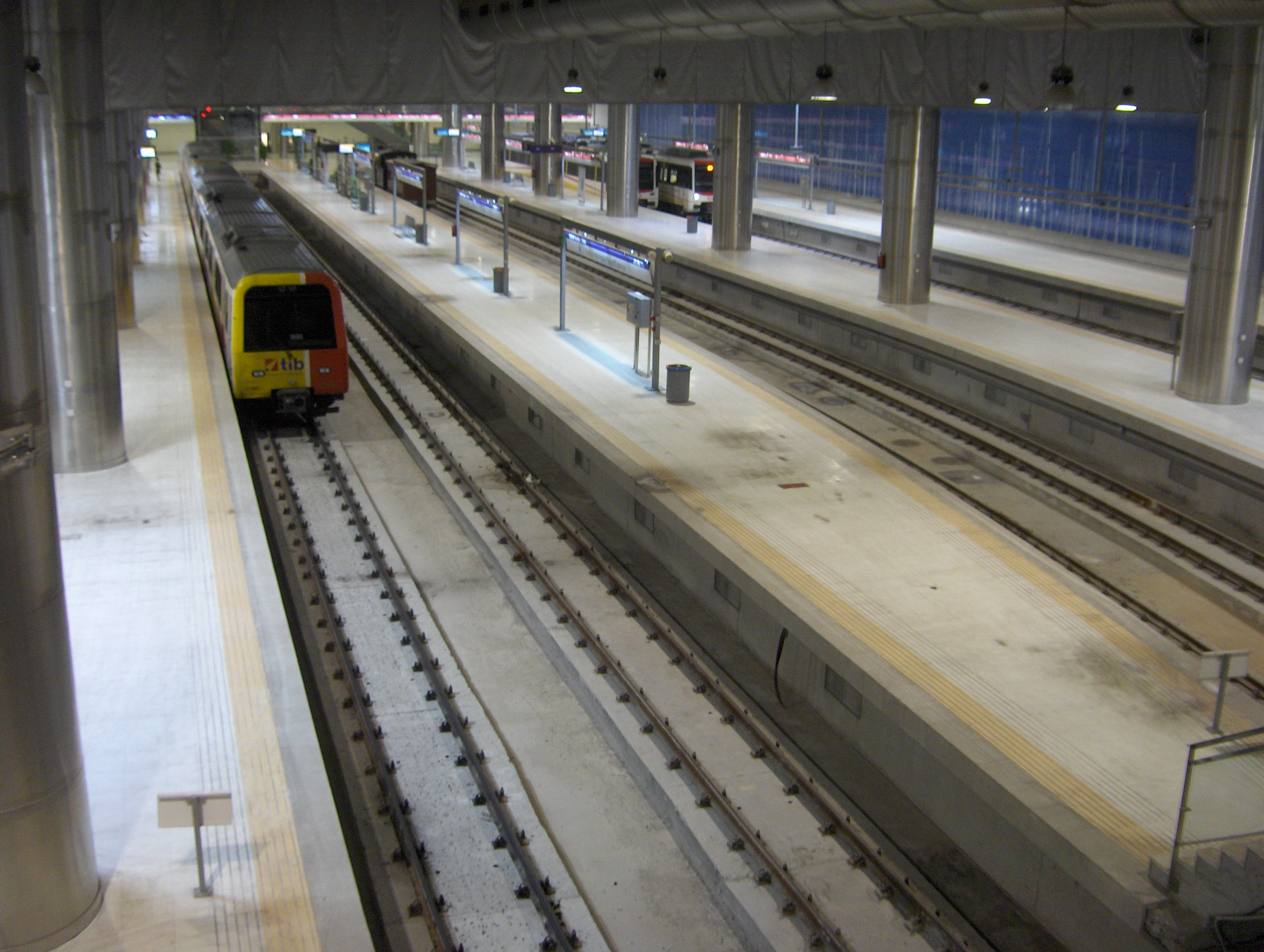
Estación Intermodal en Palma de Mallorca, de donde parten los trenes con destino a Manacor.
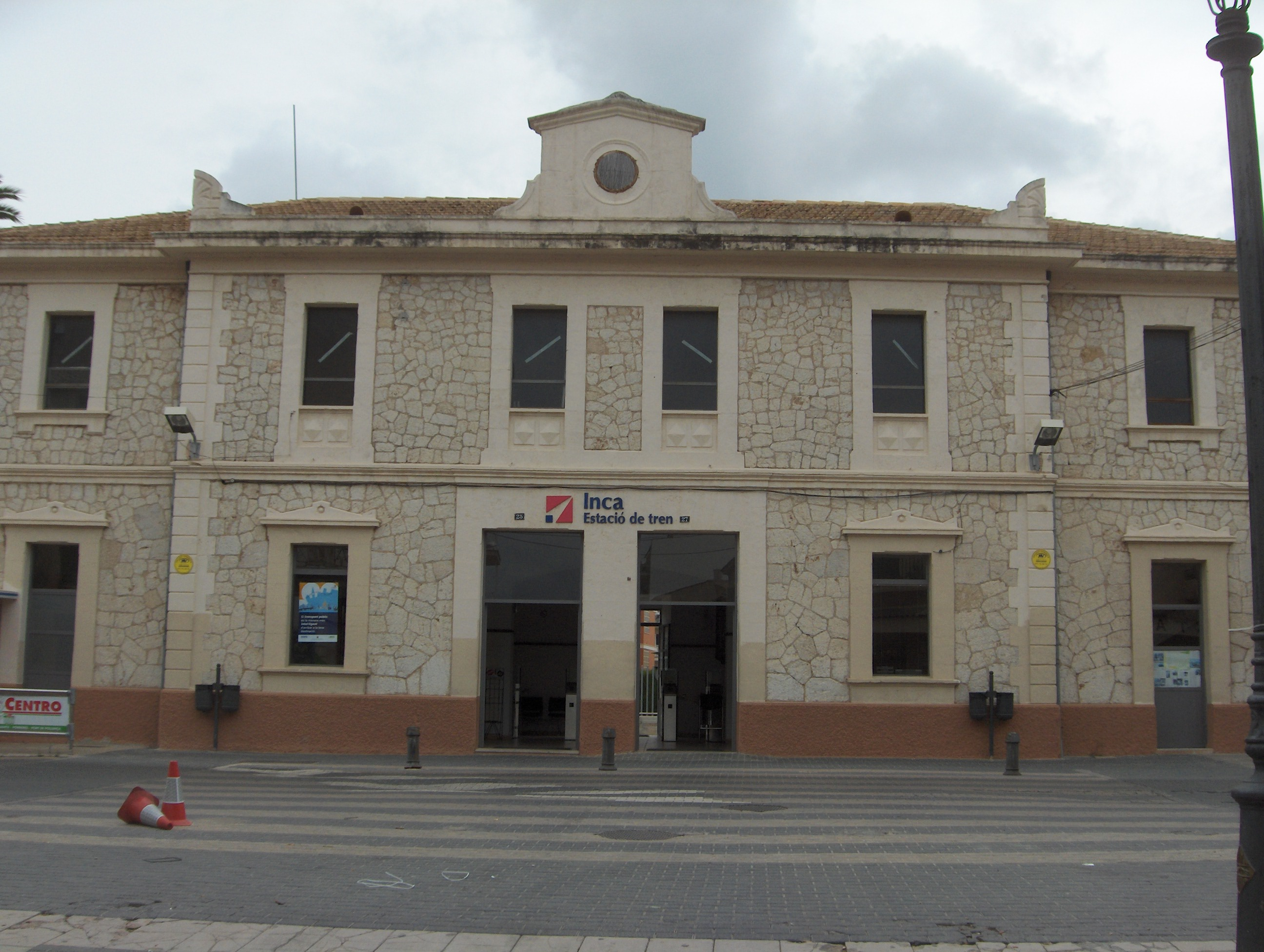
La estación de Inca en 2007.
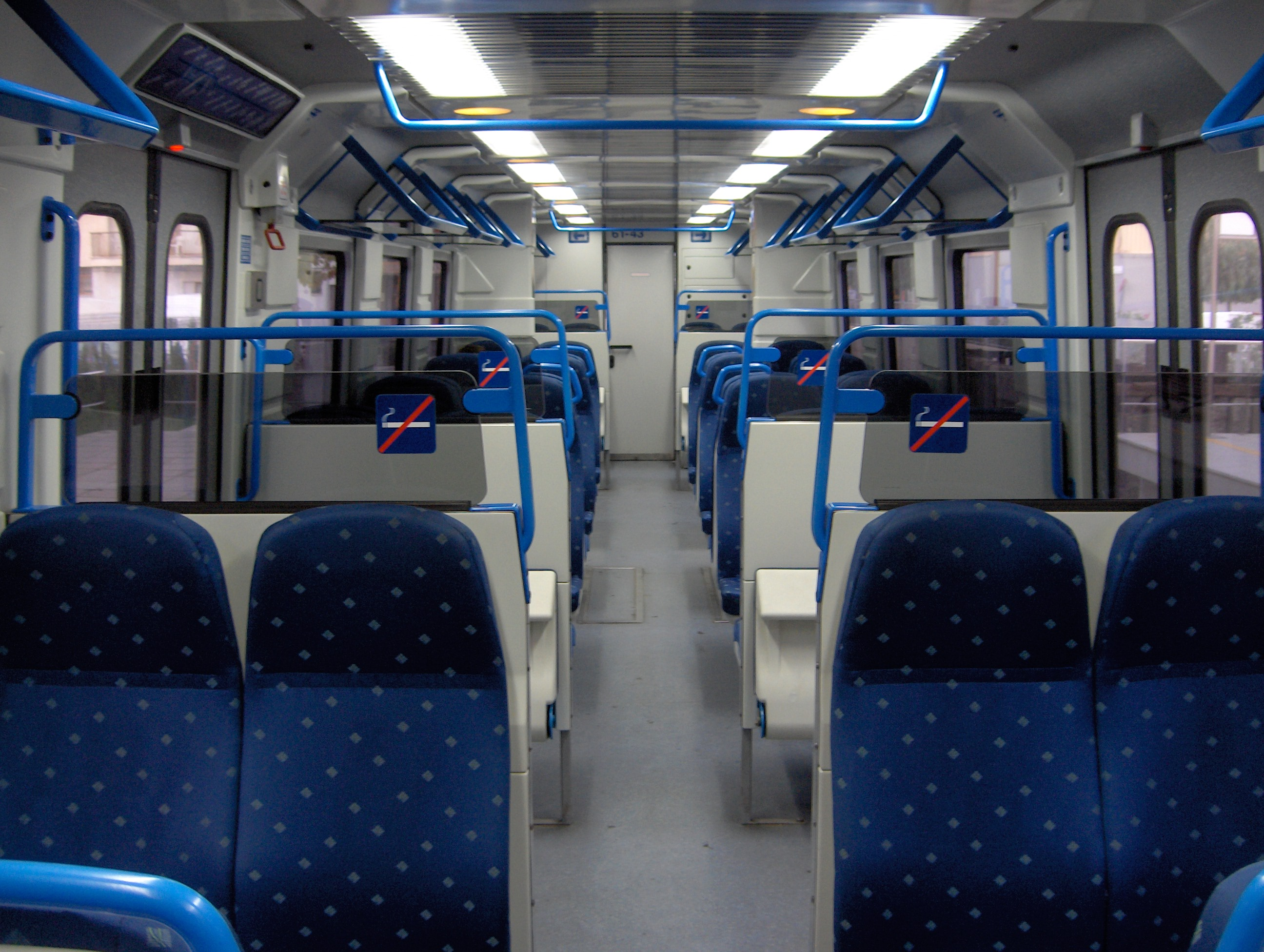
Interior de un tren de SFM de la Serie 61 de CAF.
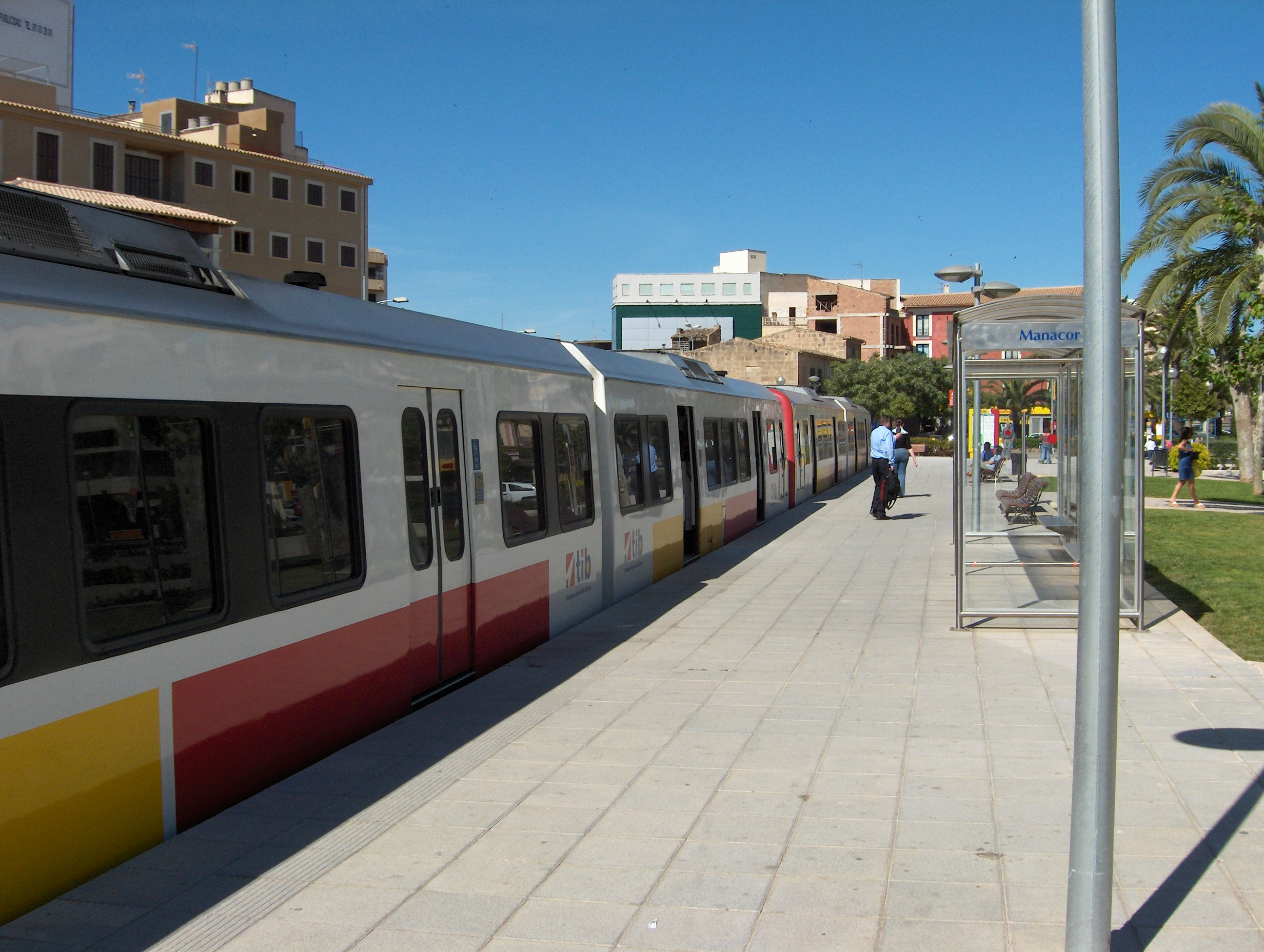
Tren en la Estación de Manacor.